# Линовский, Ярослав Альбертович
Яросла́в Альбе́ртович Лино́вский (1818, Киевская губерния — 1846, Москва) — профессор кафедры сельского хозяйства Московского университета.

## Биография
Родился в Киевской губернии; происходил из польской дворянской семьи — сын военного. После окончания Уманской гимназии поступил на 2-е (физико-математическое) отделение философского факультета Московского университета, которое окончил в 1836 году со степенью кандидата (во время учёбы за свои сочинения был награждён серебряной и золотой медалями).
Сразу после окончания университета поступил учителем математики и физики во 2-ю Киевскую гимназию. В 1837 году в Киевском университете защитил диссертацию на тему «Критический разбор мнений учёных об условиях плодородия земли» и получил степень магистра ботаники и зоологии, но вскоре после этого вышел в отставку. С 1839 года служил в московской палате государственных имуществ. В 1841 году по заданию министерства составил карту казённых торфяных болот Московской губернии. В том же году по представлению С. С. Уварова он был отправлен за границу для усовершенствования в сельском хозяйстве с содержанием за счёт Московского университета. Прослушал теоретический курс в Гогенгеймском агрономическом институте и в 1844 году вернулся в Москву, где в октябре был определён исполняющим должность экстраординарного профессора на кафедре сельского хозяйства и лесоводства Московского университета.
После защиты в Санкт-Петербургском университете (в Московском университете не было соответствующих специалистов) магистерской диссертации «Критический разбор мнений учёных об условиях плодородия земли с применением общего вывода к земледелию» (26.2.1846), он был утверждён экстраординарным профессором кафедры технологии, сельского хозяйства, лесоводства и архитектуры физико-математического отделения философского факультета Московского университета. В период его заведования кафедрой при ней был открыт сельскохозяйственный кабинет.
В сентябре 1846 года Ярослав Линовский сделал предложение богатой помещице, Елизавете Карлгоф, вдове литератора Вильгельма Карлгофа, скончавшегося пятью годами ранее. Предложение было принято, жених и невеста обручились и был назначен день свадьбы. Однако бракосочетание не состоялось, поскольку Линовский был убит (зарезан) во дворе своего дома 1 (13) октября 1846 года собственным слугой. Похоронен на Введенском кладбище (участок 12).

## Публикации
Вследствие ранней трагической смерти Линовский оставил очень немного печатных трудов; в их числе:
- Критический разбор мнений ученых об условиях плодородия земли, с применением общего вывода к земледелию. — СПб., 1846. — 130 с. (магистерская диссертация)
- Об окончательном отменении хлебных законов в Англии. — М.: тип. Августа Семена, 1846. — 79 с.

Также он предпринял издание своего курса сельского хозяйства в форме простых, но живых бесед, в которых отстаивал необходимость тесной связи между сельскохозяйственной практикой и наукой — «Беседы о сельском хозяйстве, составляющие курс этой науки, публично преподаваемый в Императорском Московском университете в 1844/45 академическом году Ярославом Линовским» (М.: Унив. тип., 1845. — 2 т.).
Он не был сторонником «подражания Западу», указывая на своеобразие каждой конкретной территории, её природных, климатических и культурных условий земледелия.
В магистерской диссертации  Я. А. Линовский подверг критике гумусовую теорию питания растений; точку зрения о зависимости плодородия почвы от наличия в ней перегнойно-кислых средних солей, растворимых в воде; «азотную школу» французских исследователей; теорию Ю. Либиха о минеральном питании растений (за недооценку значения органических веществ и «внешних» факторов природы — воздуха, воды и температуры). Близко подошёл к современному пониманию плодородия почвы и путей его увеличения и поддержания.